# Back on track
Back on Track är ett musikalbum av The Boppers från 1997.  Det enda album som dåvarande sångaren Micke Stenberg medverkade på.

## Låtlista
1. Sandy
2. Preatty Little Angel
3. When You Dance
4. Why Did You Break My Heart
5. Love For You
6. Little Wild Angels
7. Have Mercy
8. I Wonder Why
9. Dreamer
10. That Girl
11. Little Darling
12. If You Were Mine